# Université Ca' Foscari de Venise
Pour les articles homonymes, voir Palazzo Foscari.
L'université Ca' Foscari de Venise est une université italienne, dont le siège est à Venise, sur le Grand Canal, entre le Rialto et San Marco.
Son nom vénitien de Ca' Foscari signifie la « maison (palais) Foscari » (le terme Ca’ vient du dialecte vénitien qui signifie « maison » équivalent du mot Casa en italien). Il avait appartenu à Francesco Foscari (1373-1457), le 65e doge de Venise.
Ce palais a été le siège de l'École royale supérieure de commerce à Venise dont l'idée est née en 1866, après l'annexion de la Vénétie à l'Italie, notamment chez Luigi Luzzatti (1841, un juif vénitien). C'était le premier institut de ce genre avec pour objectif initial celui de perfectionner les commerçants mais également en tant qu'École normale destinée à préparer les professeurs en sciences commerciales pour les instituts secondaires.
Cette école se transformera dans les années 1960 en une université généraliste.